# Glenea ceylonica
Glenea ceylonica là một loài bọ cánh cứng trong họ Cerambycidae.